# Thomas Kraft
Pour les articles homonymes, voir Kraft.
Thomas Kraft (né le 22 juillet 1988 à Kirchen) est un footballeur allemand qui évoluait en tant que gardien de but.

## Carrière
Kraft fait ses débuts véritablement avec le Bayern en 2006 avec la deuxième équipe. De 2008 à 2010, il est le troisième gardien du club bavarois, Mais au fil de la saison 2009-2010, il devient devant Michael Rensing le deuxième gardien du club derrière Hans-Jörg Butt.
Le 23 novembre 2010, il fait ses débuts en Ligue des champions contre l'AS Rome, le Bayern s'incline 3-2 mais il fait un bon match. Le 8 décembre 2010, il joue son deuxième match en Ligue des champions contre le FC Bâle où le Bayern gagne 3-0 et où il livre encore une fois une très bonne prestation.
Le 7 janvier 2011, Louis van Gaal annonce que pour le reste de la saison, Thomas sera le numéro 1 du Bayern Munich. Néanmoins, les mauvais résultats et un nombre assez important de bourdes du jeune portier bavarois, entraîne l'éviction de van Gaal en avril 2011. Lorsque Andries Jonker le remplace à la tête de l'équipe, il choisit Hans-Jörg Butt pour garder les cages de l'équipe reléguant Kraft sur le banc des remplaçants.
En mai 2011, en fin de contrat avec le Bayern, le club du Hertha Berlin annonce l'arrivée de Kraft pour la saison 2011-2012. 